# Latendorf
Latendorf là một đô thị ở huyện Segeberg, bang Schleswig-Holstein Segeberg, ở bang Schleswig-Holstein, Đức. Đô thị Latendorf có diện tích 17,94 km², dân số thời điểm ngày 31 tháng 12 năm 2006 là 607 người.